# Vaal
Il fiume Vaal è il più importante tributario dell'Orange, in Sudafrica.

## Morfologia
La sua sorgente è situata sui monti Drakensberg, nella provincia di Mpumalanga, a est di Johannesburg; di qui, il Vaal procede verso sudovest e si congiunge all'Orange nei pressi di Kimberley, nella provincia del Capo Settentrionale. Complessivamente ha una lunghezza di 1120 km, e per un tratto forma il confine naturale fra Mpumalanga, Gauteng e la Provincia del Nordovest a nord, e la provincia di Free State a sud.

## Importanza del Vaal nell'economia del Sudafrica

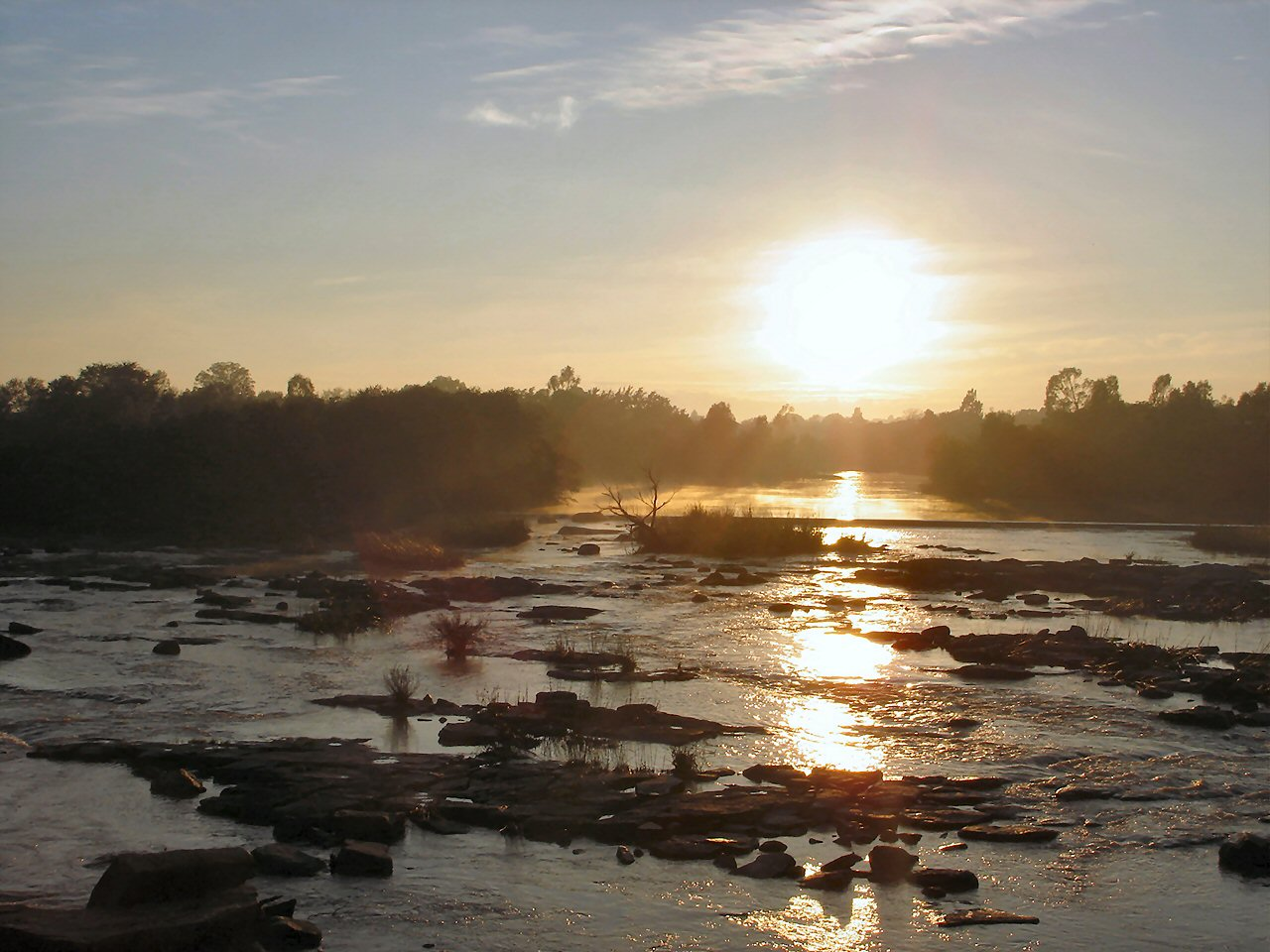
Un guado del Vaal

Il Vaal rifornisce di acqua le industrie della Greater Johannesburg Metropolitan Area e di gran parte della provincia di Free State. Insieme agli altri corsi d'acqua che formano il sistema Vaal-Hartz, costituisce anche un'importantissima fonte d'acqua per l'agricoltura. Si stima che l'acqua del Vaal soddisfi la richiesta d'acqua di circa 12 000 abitanti del Gauteng.

## Storia
Il nome "Vaal" viene dall'olandese (e poi dall'afrikaans) e significa "pallido", con riferimento al colore grigiastro delle acque del fiume, più evidente durante la stagione delle piogge. Storicamente il fiume formava il confine fra due repubbliche boere (diventate poi province): lo Stato Libero di Orange e il Transvaal (letteralmente, "oltre il Vaal").